# TVOntario
TVOntario, a menudo conocido solamente como TVO (distintivos de llamada: CICA, CICO), es una cadena educativa de televisión que emite en inglés y financiada con fondos públicos cuyo marco de emisión abarca la provincia canadiense de Ontario. Opera bajo la Autoridad de Comunicaciones de Educación de Ontario, una empresa estatal propiedad del Gobierno de Ontario. TVO había operado también junto a TFO, una red francófona de la televisión pública hasta su aparición como una agencia independiente del Gobierno de Ontario.

## Gobernanza, la financiación y otras responsabilidades
TVO está regido por una Junta Directiva de voluntarios y el apoyo de una red de Consejeros Regionales de toda la provincia. TVO también informa a la legislatura de Ontario a través del Ministerio de Educación, de acuerdo con el Ontario Educational Communications Authority Act.
A pesar de las donaciones espectador, la mayoría de los fondos de TVO es proporcionada por el Gobierno de Ontario a través del Ministerio de Educación, que proporciona $ 30 millones al año. 
Además, TVO es también responsable de over-the-transmisiones por aire de la Asamblea Legislativa de Ontario en algunas remotas del norte de Ontario comunidades que no reciben televisión por cable de acceso a la Red de Ontario Parlamento. En 2002, el Ministerio de Educación transfirió la responsabilidad a TVO para el Centro de Aprendizaje Independiente que ofrece la educación a distancia en la primaria y la secundaria de nivel.
TVO utiliza para operar TFO, una red independiente similar para francófona de Ontario audiencias. Antes del lanzamiento de TFO, TVO transmitió en francés programación los domingos. Incluso después del lanzamiento de TFO, TVO y TFO cambiado de programación los domingos hasta bien entrada la década de 1990. TFO fue separado de TVO e incorporada como una entidad independiente en 2007.
TVOntario presupuesto es $ 60 millones (2011).
- Datos: Q3512565
- Multimedia: TVOntario / Q3512565